# Katja Leikert

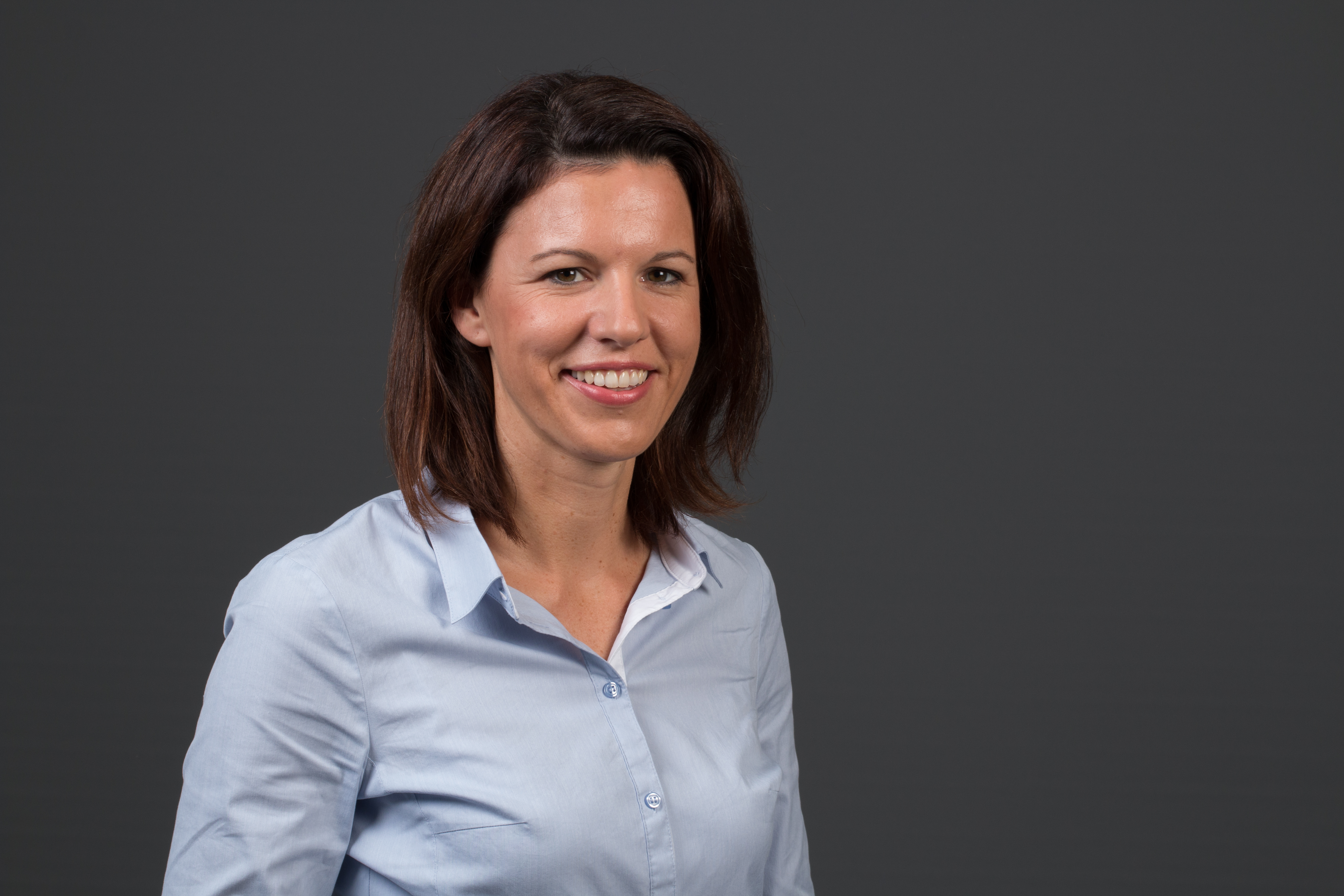
Katja Leikert, 2014

Katja Isabel Leikert (* 3. März 1975 in Neustadt an der Weinstraße als Katja Isabel Rüb) ist eine deutsche Politikerin (CDU) und war von 2013 bis 2025 Abgeordnete im Deutschen Bundestag.

## Werdegang
Katja Leikert wurde in Neustadt an der Weinstraße geboren und wuchs im Taunus, Rheinhessen und in Hanau auf. Nach ihrem Abitur am katholischen Franziskaner-Gymnasium in Großkrotzenburg studierte sie in Frankfurt am Main den Diplomstudiengang Politologie, Volkswirtschaft, Statistik und Anglistik. Nach mehreren Stipendien (ERASMUS, Fulbright, German Marshall Fund) und der Tätigkeit als Dozentin promovierte sie 2006 an der Universität Kaiserslautern zum Thema Die US-Sicherheitspolitik gegenüber Iran und Nordkorea.

### Politische Karriere
2012 trat Leikert in die CDU ein und wurde unmittelbar im Anschluss als Bundestagskandidatin der CDU Main-Kinzig nominiert, nachdem sie zuvor ein Praktikum bei Peter Tauber absolviert hatte.
Bei der Bundestagswahl 2013 gewann sie mit 44,3 Prozent und bei der Bundestagswahl 2017 mit 35,3 Prozent der Erststimmen das Direktmandat im Bundestagswahlkreis Hanau. Im 18. Deutschen Bundestag war sie Mitglied im Ausschuss für Gesundheit sowie Schriftführerin und stellvertretendes Mitglied im Ausschuss für Familie, Senioren, Frauen und Jugend und im Auswärtigen Ausschuss. Bei der Bundestagswahl 2021 verlor Leikert bei den Erststimmen 7,5 %  und konnte trotz ihres Vorsprungs zum Zweitstimmenergebnis den Wahlkreis nicht erneut für sich gewinnen. Das Direktmandat ging an den SPD-Kandidaten Lennard Oehl. Leikert zog aber über die Landesliste der CDU Hessen erneut in den Bundestag ein.
Seit dem 29. Januar 2018 war sie Stellvertretende Vorsitzende der CDU/CSU-Bundestagsfraktion mit dem Zuständigkeitsbereich Europapolitik, Europa-Koordination, Parlamentarische Zusammenarbeit in Europa, das Verbindungsbüro Brüssel, die EVP-Fraktion und Menschenrechte.
Im 19. Deutschen Bundestag war Leikert stellvertretendes Mitglied im Auswärtigen Ausschuss, im Ausschuss für die Angelegenheiten der Europäischen Union sowie im Ausschuss für Menschenrechte und humanitäre Hilfe.
Im 20. Deutschen Bundestag ist Leikert ordentliches Mitglied im Auswärtigen Ausschuss sowie ordentliches Mitglied im Ausschuss für Familie, Senioren, Frauen und Jugend. Von der CDU/CSU-Bundestagsfraktion wurde Leikert zur Obfrau im Ausschuss für Familie, Senioren, Frauen und Jugend gewählt.
Als langjährige Kreisvorsitzende der CDU Main-Kinzig entschied sich Leikert im Frühsommer 2022, nicht erneut für den Kreisvorsitz zu kandidieren und für eine geregelte Übergabe an ihren Vertrauten, den hessischen Landtagsabgeordneten Max Schad. Sie war außerdem Vorsitzende der Frauen-Union Main-Kinzig und ist Mitglied im Vorstand der CDU Bruchköbel, ihrem Heimatstadtverband. Ende 2020 wurde Leikert mit deutlicher Mehrheit bei einem Gegenkandidaten erneut zur Direktkandidatin im Wahlkreis 180 / Hanau nominiert.
Im Juni 2024 kündigte Leikert an, bei der Bundestagswahl 2025 nicht erneut anzutreten.
Leikert ist Mitglied der überparteilichen Europa-Union Deutschland, die sich für ein föderales Europa und den europäischen Einigungsprozess einsetzt.

### Familie
Leikert ist verheiratet und hat zwei Töchter.